# Alix Aymé
Pour les articles homonymes, voir Aymé.
Alix Aymé, née Alix Hava le 21 mars 1894 à Marseille et morte le 18 juillet 1989 à Montlignon, est une peintre française.
Elle a a vécu en Chine et au Viêt Nam. Professeure à l'École des beaux-arts de l'Indochine, elle a contribué à y relancer l'art de la laque.

## Biographie
Alix Hava est née à Marseille et étudie la musique et le dessin au Conservatoire de Toulouse. Elle est très douée dans les deux matières. Elle choisit finalement de faire son métier dans le dessin et part à Paris.
Elle y est élève du peintre Maurice Denis, qu'elle assiste dans la décoration de la coupole du théâtre des Champs-Élysées (à Paris). En 1920, elle épouse  le professeur de lettres Paul de Fautereau-Vassel et l'accompagne à Shanghai, puis à Hanoï. En 1925-1926, elle enseigne le dessin au lycée français de Hanoï.
Le couple revient en France, où il vit de 1926 à 1928, et a un fils. 
Elle se sépare ensuite de son mari et repart avec son enfant en Indochine, chargée d'une mission par le Gouvernement français, en rapport avec la préparation de l'Exposition coloniale internationale de 1931. En 1931, elle épouse le lieutenant-colonel Georges Aymé, futur second du général Eugène Mordant, commandant de l'armée française en Indochine, et frère aîné de l'écrivain Marcel Aymé,. Elle voyage et peint au Laos, où elle devient proche de la famille du roi Sisavang Vong, pour lequel elle réalise de grandes peintures murales au palais royal de Luang Prabang. Elle devient professeur à l'École des beaux-arts de l'Indochine, où elle contribua au réveil de l'intérêt pour la laque, aux côtés de Joseph Inguimberty à partir de 1934.
En plus de la laque, elle est aussi très intéressée par d'autres techniques artistiques d'Asie telles que la peinture sur soie mais également l'encre noire, la tempera, l'aquarelle, l'eau-forte ainsi que le fusain.
Après la Seconde Guerre mondiale, elle expose en 1950 à la Galerie de l'agence de la France d'outremer une série de laques qui souligne la reconnaissance de son expertise dans ce domaine. 
Elle réalise le chemin de croix en laque de la chapelle du couvent Notre-Dame-de-Fidélité à Douvres-la-Délivrande, classé à titre d'objet aux monuments historiques en 2010. 
Alix Aymé est morte en 1989.
Une exposition de ses œuvres se tient en 2012 à Baltimore à l'université Johns-Hopkins. Elle y est décrite comme « une participante influente à la promotion du modernisme parisien durant l'entre-deux-guerres. » Cette exposition présente son développement artistique sur presque quatre décennies, depuis ses premières œuvres influencées par Maurice Denis jusqu'à son adoption d'éléments asiatiques et modernistes dans ses paysages de maturité. Le catalogue de l'exposition souligne l'influence de Paul Gauguin et des nabis sur son œuvre, ainsi que ses talents de « fine coloriste ».
Elle a entretenu une correspondance avec son maître Maurice Denis, qui est conservée au centre de documentation du musée Maurice-Denis à Saint-Germain-en-Laye.

## Expositions
- Marseille, galerie Moullot.
- Paris, galerie les Deux Iles, 1947[22].
- Paris, galerie de la France d'Outremer, 1950[16].
- Paris, Exposition coloniale internationale de 1931.
- Baltimore, musée Evergreen de l'université Johns-Hopkins, du 11 mars au 30 septembre 2012 Alix Aymé, une femme artiste dans l'Indochine des années 1920-1940.

- Elle fait partie des artistes présentées dans le cadre de l'exposition Artistes voyageuses, l'appel des lointains – 1880-1944 au palais Lumière d'Évian puis au musée de Pont-Aven en 2023[23].

## Œuvres en collection publique
- France : Douvres-la-Délivrande, chapelle du couvent Notre-Dame-de-Fidélité : Chemin de croix, laques, 1945[24].
- Laos : Luang Prabang, palais royal : peintures murales, 1930.

## Publications
Alix Aymé publie plusieurs articles sur l'art de la laque dans les revues L'illustration, Tropique, En parcourant l'Indochine.
- Alix Aymé : une artiste peintre en Indochine, 1920-1945, Lacombe Pascal, ed. Somogy[26].